# Максимцево (Тейковский район)
Максимцево — деревня в Тейковском районе Ивановской области России. Входит в состав Новолеушинского сельского поселения.

## География
Деревня находится в юго-западной части Ивановской области, в зоне хвойно-широколиственных лесов, при автодороге 24Н-289, на расстоянии примерно 2 километров (по прямой) к югу от города Тейково, административного центра района. Абсолютная высота — 124 метра над уровнем моря.

### Климат
Климат характеризуется как умеренно континентальный, с умеренно холодной многоснежной зимой и тёплым летом. Средняя температура воздуха самого холодного месяца (января) — −11,6 °C (абсолютный минимум — −46 °C); самого тёплого месяца (июля) — 18,4 °C (абсолютный максимум — 35 °C). Безморозный период длится около 126 дней. Годовое количество атмосферных осадков составляет 560—615 мм, из которых большая часть выпадает в тёплый период.

### Часовой пояс
Деревня Максимцево, как и вся Ивановская область, находится в часовой зоне МСК (московское время). Смещение применяемого времени относительно UTC составляет +3:00.

## Население
| 2010 |
| ---- |
| 135  |

### Национальный состав
Согласно результатам переписи 2002 года, в национальной структуре населения русские составляли 96 % из 155 чел.